# Liste des espèces végétales protégées en Haute-Normandie
La liste des espèces protégées en Haute-Normandie est une liste officielle définie par le gouvernement français, recensant les espèces végétales qui sont protégées sur le territoire de la région Haute-Normandie, en complément de celles qui sont déjà protégées sur le territoire métropolitain. Elle a été publiée dans un arrêté du 3 avril 1990.

La rareté régionale, la menace (suivie de l'argumentaire selon la norme UICN) sont données d'après l'inventaire de la flore vasculaire de Haute-Normandie (Ptéridophytes et Spermatophytes) : raretés, protections, menaces et statuts du Conservatoire Botanique National de Bailleul téléchargeable en ligne.

## Lichens
- Lobaria pulmonaria (L.) Hoffm.

## Bryophytes
- Barbilophozia attenuata (Mart.) Loeske anciennement Barbilophozia gracilis (Schl.) K. Mull.
- Bazzania trilobata (L.) Gray
- Dicranum polysetum Sw. ex anon.
- Hookeria lucens (Hedw.) Sm.
- Nowellia curvifolia (Dicks.) Mill.

## Ptéridophytes
- Gymnocarpium dryopteris (L.) Newman, Dryoptéris de Linné

RR VU D(1+2)
- Lycopodium clavatum L., Lycopode en massue

E CR D Protection européenne : Annexe V de la Directive 92/43 CEE : "Habitats, Faune, Flore" ;
- Ophioglossum vulgatum L., Ophioglosse vulgaire

R VU C2ai
- Oreopteris limbosperma (Bellardi ex All.) Holub, Fougère des montagnes

R EN C2ai
- Osmunda regalis L., Osmonde royale

RR VU D
- Phegopteris connectilis (Michx.) Watt, anciennement Phegopteris polypodioides Fée Polypode du hêtre

RR EN D
- Thelypteris palustris Schott, Thélyptèris des marais

RR VU D2

## Phanérogames angiospermes

### Monocotylédones
- Anacamptis palustris (Jacq.) R.M.Bateman, Pridgeon & M.W.Chase[2]
- Baldellia ranunculoides (L.) Parl., Flûteau fausse-renoncule
- Carex digitata L., Laîche digitée
- Carex humilis Leyss., Laîche humble
- Cephalanthera rubra (L.) Rich.
- Dactylorhiza majalis (Rchb.) P.F.Hunt & Summerh.
- Dactylorhiza viridis (L.) R.M.Bateman, Pridgeon & M.W.Chase anciennement Coeloglossum viride (L.) Hartman, Orchis vert
- Epipactis atrorubens (Hoffm.) Besser, Epipactis brun-rouge
- Epipactis palustris (L.) Crantz., Epipactis des marais
- Eriophorum vaginatum L., Linaigrette engainée
- Gymnadenia odoratissima (L.) Rich., Gymnadenie odorante
- Herminium monorchis (L.) R.Br., Orchis musc
- Maianthemum bifolium (L.) F.W. Schmidt, Petit muguet à deux fleurs
- Ophrys fuciflora (F.W.Schmidt) Moench, 1802, Ophrys frelon
- Ophrys litigiosa E.G.Camus anciennement Ophrys sphegodes Miller ssp. litigiosa (E.G. Camus) Becherer, Ophrys araignée litigieuse
- Orchis anthropophora (L.) All. anciennement Aceras anthropophorum (L.) Ait F., Acéras homme-pendu
- Orchis simia Lam., Orchis singe
- Rhynchospora alba (L.) Vahl., Rhynchospore blanc
- Scilla bifolia L., Scille à deux feuilles
- Schoenoplectus pungens (Vahl) Palla anciennement Scirpus pungens Vahl., Scirpe piquant
- Schoenoplectus triqueter (L.) Palla anciennement Scirpus triqueter L., Scirpe à tige trigone
- Stipa pennata L., Stipe penné
- Stratiotes aloides L., Aloès d'eau

RR
- Triglochin palustre L., Troscard des marais

### Dicotylédones
- Actaea spicata L., Actée en épis.
- Aconitum napellus L., Aconit napel.
- Anemone hepatica L., synonyme de Hepatica nobilis Miller, Anémone hépatique.
- Anemone ranunculoides L., Anémone fausse renoncule.
- Angelica archangelica L., Angélique vraie.
- Arnoseris minima (L.) Schweigg. & Körte, Arnoseris naine.
- Biscutella neustriaca Bonnet, Lunetière de Neustrie.
- Cardamine bulbifera (L.) Crantz, Dentaire à bulbilles.
- Ceratophyllum submersum L., Cornifle submergé.
- Corydalis solida (L.) Clairv., Corydale solide.
- Galatella linosyris (L.) Rchb.f., synonyme de Aster linosyris (L.) Bernh., Aster linosyris.
- Genista anglica L., Genêt d'Angleterre.
- Helianthemum oelandicum subsp. incanum (Willk.) G.López, synonyme de Helianthemum canum (L.) Baumg. Hélianthème blanchâtre.
- Hottonia palustris L., Hottonie des marais.
- Iberis intermedia Guers., Ibéris intermédiaire.
- Impatiens noli-tangere L., Balsamine des bois.
- Isopyrum thalictroides L., Isopyre à feuilles de pigamon.
- Jacobaea paludosa (L.) P.Gaertn., B.Mey. & Scherb. synonyme de Senecio paludosus L., Séneçon des marais.
- Lathraea squamaria L., Lathrée écailleuse.
- Lathyrus palustris L., Gesse des marais.
- Lobelia urens L., Lobélie brûlante.
- Lysimachia tenella L. synonyme de Anagallis tenella (L.) L., Mouron délicat.
- Menyanthes trifoliata L., Trèfle d'eau.
- Noccaea caerulescens subsp. caerulescens, synonyme de Thlaspi montanum L., Tabouret montagnard.
- Nymphoides peltata (S.G.Gmel.) O. Kuntze, Faux nénuphar.
- Ononis pusilla L., Bugrane naine.
- Orobanche artemisii-campestris Vaucher ex Gaudin, synonyme de O. loricata Rchb., Orobanche de l'armoise des champs
- Orobanche major L., synonyme de O. elatior Sutton, Grande orobanche, orobanche élevée.
- Pinguicula lusitanica L., Grassette du Portugal.
- Sorbus aria (L.) Crantz, Alouchier.
- Tephroseris helenitis subsp. helenitis, synonyme de Senecio helenitis (L.) Schinz & Thell. ssp. candidus (Corb.), Séneçon à feuilles en spatule
- Ulex gallii Planch., Ajonc de Le Gall.
- Utricularia australis R.Br., synonyme de Utricularia neglecta Lehm., Utriculaire négligée.
- Vaccinium oxycoccos L., Canneberge.
- Vaccinium vitis-idaea L., Airelle, vigne du mont Ida.